# Región Gran Acra
Gran Acra es una de las diez regiones administrativas de Ghana. Es la región más pequeña de Ghana por superficie, y contiene a la capital del país, Acra, que es también capital de la región. Limita al norte con Región Oriental; al este con Volta; al sur con el océano Atlántico; y al oeste con Región Central.

## Distritos con población estimada en septiembre de 2018
- Acra 2,036,889
- Ada Este 84,224
- Ada Oeste 69,631
- Adenta 91,285
- Ashaiman 226,139
- Ga Central 138,114
- Ga Este 175,248
- Ga Sur 510,145
- Ga Oeste 262,585
- Kpone Katamanso 129,324
- La Dade Kotopon 216,605
- La Nkwantanang Madina 132,002
- Ledzokuku/Krowor 269,379
- Ningo Prampram 83,603
- Shai Osudoku 60,915
- Tema 345,622

## Historia
En 1960, Gran Acra, entonces conocida como Distrito Capital de Acra, era geográficamente y legalmente parte de la Región Oriental. Fue, sin embargo, administrada por separado por el ministro responsable de la administración local. Con efecto a partir del 23 de julio de 1982, Gran Acra fue creada por la Ley de la Región Gran Acra (PNDCL 26) como una región separada legalmente.[cita requerida]

## Municipalidad
| Municipio             | Capital        |
| --------------------- | -------------- |
| Accra Metropolitan    | Accra          |
| Tema Metropolitana    | Tema           |
| Adenta Municipal      | Adenta         |
| Ga Oriental Municipal | Abokobi        |
| Ga West Municipal     | Amasaman       |
| Ga Sur Municipal      | Weija          |
| Ashiaman Municipal    | Ashiaman       |
| Ledzokuku-Krowor      | Teshie, Nungua |
| Dangme Medio          | Ada Foah       |
| Dangme West           | Dodowa         |

- Datos: Q431729
- Multimedia: Greater Accra Region / Q431729